# Guipronvel
Guipronvel [gipʁɔ̃vɛl] (en breton : Gwiproñvel) est une ancienne commune du département du Finistère, dans la région Bretagne, en France.
Le 1er janvier 2017, elle fusionne avec Milizac pour former la commune nouvelle de Milizac-Guipronvel.

## Géographie

### Localisation
Située entre Brest et la Manche, Guipronvel fait partie de la Communauté de communes du Pays d'Iroise.

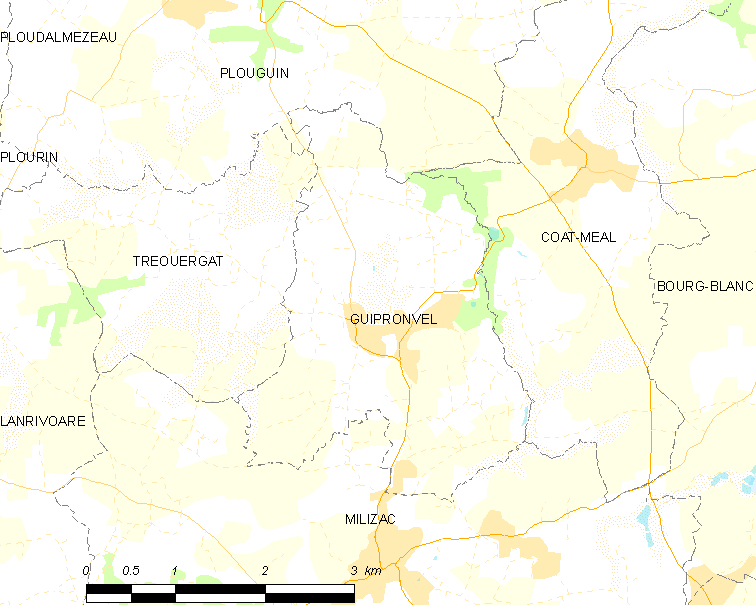
Carte de la commune de Guipronvel.

### Description
Formée d'un morceau du plateau du Léon (une pénéplaine cristalline constituée de granit de Saint-Renan, gneiss et micaschiste), l'ancienne commune de Guipronvel est en pente douce vers le nord (les altitudes les plus élevées se trouvent dans le sud du finage communal : 89 mètres entre Gouézou et Le Quinquis , 87 mètres à Kersaliou) ; ce plateau descend vers une cinquantaine de mètres d'altitude dans la partie nord du territoire communal ; il est entaillé par les vallées de modestes cours d'eau coulant vers le nord et ont leur source plus au sud : le Garo, affluent de rive gauche de l'Aber Benoît limite à l'est la commune (sa vallée, de plus en plus encaissée vers l'aval, contient plusieurs étangs liés à la présence d'anciens moulins (moulin de Pont Héré, Milin ar Roc'h, Trémobian, Tron Milin) et n'est plus qu'à 28 mètres d'altitude à sa sortie du territoire communal ; le Traon Bouzar, affluent de rive gauche du Garo, ainsi qu'un de ses propres affluents, limitent par endroits à l'ouest la commune ; la partie centrale de la commune est entaillée par la vallée d'un autre petit affluent du Garo, qui coule à l'est du bourg, dont la vallée est aussi de plus en plus encaissée vers le nord, avant sa confluence avec le Garo ; toutes ces vallées réduisent à l'état de lambeaux le plateau et la commune présente de ce fait un aspect vallonné très marqué, surtout dans sa partie nord.
Guipronvel présente un paysage rural traditionnel de bocage avec un habitat dispersé en hameaux et fermes isolées. La commune est à l'écart des grandes voies de communication (elle est traversée par la route départementale no 3 venant de Milizac et se dirigeant vers Coat-Méal, mais le bourg de Guipronvel est seulement desservi par la modeste départementale n° 103) ; située suffisamment loin de l'agglomération brestoise et du littoral de la Manche, elle est peu concernée par la périurbanisation : un lotissement a toutefois été construit au sud du bourg vers Milin ar Pont.

## Toponymie
Le nom de la localité est attesté sous la forme Guypronvel en 1544.
Guipronvel vient du breton gwik (bourg) et, selon Jourdan de la Passardière, de saint Ronvel, Roël ou Rovel, un saint par ailleurs presque inconnu qui serait peut-être le père de saint Gwenaël. Son ermitage aurait été situé dans le bois de Coat-Douen.

## Histoire

### Moyen Âge
Guipronvel semble être un démembrement de l'ancienne paroisse de l'Armorique primitive de Milizac. La tradition place l’ermitage de saint Ronvel au bois de Coat-Douen.
Vers 1400, Guipronvel est trève de Milizac et cela jusqu'à la Révolution française.
Guipronvel dépendait autrefois de l'ancien évêché de Léon. On rencontre l'appellation Guypronvel en 1544.

### Époque moderne
Au XVIe siècle, Guipronvel faisait partie de la sénéchaussée de Brest et Saint-Renan .
La famille de Kergadiou (originaire de la paroisse de Plourin) était seigneur de Tromabian au XVIIIe siècle : Pierre Louis de Kergadiou, puis son fils Michel de Kergadiou furent aussi tous les deux capitaines garde-côtes.
Deux chapellenies existaient en 1772 : celle de Tollan, fondée par dame Françoise de Keranflec'h, à raison de trois messes par semaine, et celle de Rospart, deux messes par semaine.
En 1781 une demoiselle Renée de Kergadiou de Saint-Rovel fit une donation pour une fondation dans la chapelle de Tromabian située dans la trève de Guipronvel. Le marquis de Maisonfort, François Alexandre-Philippe Du Bois des Cours écrit la même année à Mgr de La Marche, évêque de Léon, que les parents de son épouse, née de Kergadiou, « sont les seuls fondateurs d'une messe matinale et quotidienne en la trève de Guipronvel. Il est à présumer que cette fondation n'a été faite dans ce lieu pauvre, misérable et très peu peuplé, qu'à défaut de chapelle au château de Tromabian ».

### La paroisse de Tréouescat
Tréouescat est « une ancienne paroisse fort petite, probablement dédiée à saint Escat ou Ergat, voisine du château de Tromabian » écrit le chanoine Paul Peyron. Pierre Louis de Kergadiou, né en 1661 à Milizac et décédé le 15 janvier 1739 à Guipronvel était chevalier et seigneur de Tromabian et capitaine garde-côte ; son fils Michel de Kergadiou, né en 1697 et décédé le 8 juin 1780 à Guipronvel fut lieutenant garde-côte de la capitainerie de Brest.
Jean-Baptiste Ogée décrit ainsi Tréouéscat en 1778 :

« Tréouescat, à 10 lieues trois quarts à l'ouest-sud-ouest de Saint-Pol-de-Léon, son évêché ; à 50 lieues de Rennes et à trois lieues deux tiers de Brest, sa subdélégation et son ressort. On y compte 300 communiants. La cure est présentée par l'Évêque. Le territoire est très bien cultivé. »

La cure de Tréouescat était en 1786 l'une des plus pauvres du diocèse de Léon avec moins de 300 livres de revenu, pas plus que la portion congrue à cette date.
La paroisse de Tréouescat élit deux délégués (Allain L'Abbé et René Kerboul) pour la représenter lors de la réunion chargée d'élire les députés de la sénéchaussée de Brest aux États généraux de 1789.

### La Révolution française
Jean-Nicolas Le Fourn et Yves Jollé furent les deux représentants de la trève de Guipronvel à l'assemblée du tiers-état de la sénéchaussée de Brest le 7 avril 1789.
François Loscun était recteur de la trève de Guipronvel en 1791 et fut par la suite recteur de la paroisse de Guipronvel jusqu'en 1804. Tanguy Marie Mocaër, ancien curé constitutionnel de Ploudiry lui succéda jusqu'en 1806, puis la paroisse resta sans prêtre jusqu'en 1812, date à laquelle fut nommé recteur Olivier Quéré.
Guipronvel devient commune en 1789 et paroisse en 1852.

### LeXIXesiècle
A. Marteville et P. Varin, continuateurs d'Ogée, décrivent ainsi Guipronvel en 1843 :

« Guipronvel, commune formée de l'ancienne trève de Milizac, aujourd'hui succursale. (...) Principaux villages : Trémobihan, Landézoc, Kergoff, Kergourléau, Kerlaziou, Le Quinquis. Superficie totale : 834 hectares dont (...) terres labourables 270 ha, prés et pâtures 30 ha, bois 21 ha, vergers et jardins 9 ha, landes et incultes 475 ha, canaux, étangs et marais 3 ha (...). Moulins (Neuf, Trémobihan, Pont-Héré, Petit-Moulin). Géologie : constitution granitique. On parle le breton. »

En 1844 six communes du Finistère (Rumengol, Guipronvel, Lanneuffret, Le Drennec, Loc-Eguiner et Tréouergat) refusèrent d'ouvrir une école, refusant d'appliquer la loi Guizot de 1833.
Lors de la campagne électorale pour les élections législatives françaises de 1876, « dans les deux communes de Milizac et de Guipronvel, les prêtres auraient notamment, le dimanche, jour des élections, dissuadé en chaire de voter pour le candidat républicain. Le vicaire de Milizac, prêchant à la grand'messe à Guipronvel, aurait dit que "le succès de la République aurait pour conséquence que les prêtres auraient le cou coupé, mais qu'auparavant les cultivateurs pourraient bien voir aussi rouler les têtes de leurs enfants" ».

### LeXXesiècle

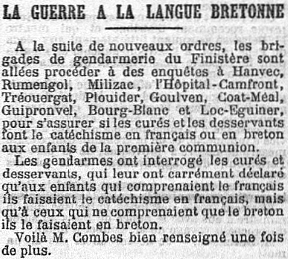
La lutte contre l'emploi de la langue bretonne par le clergé (journal La Croix du 25 novembre 1903).

#### LaBelle Époque
Guiziou, maire de Guipronvel, fit partie des onze maires qui adressèrent en octobre 1902 une protestation au préfet du Finistère à propos de la circulaire interdisant l'usage de la langue bretonne dans les églises.

#### La Première Guerre mondiale

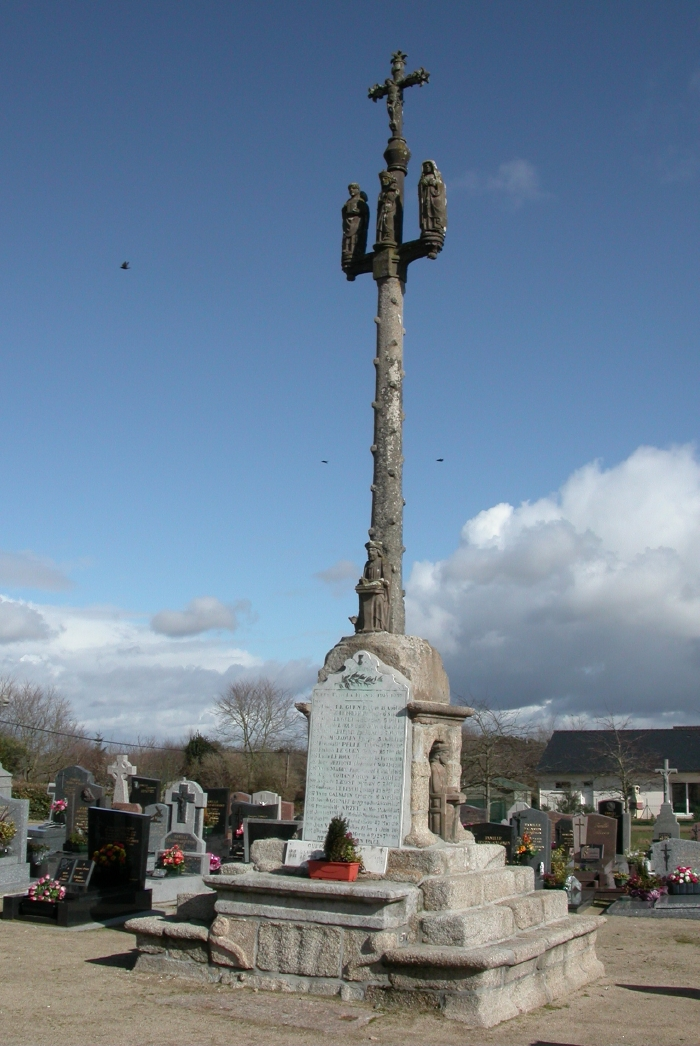
Le monument aux morts de Guipronvel.

Le monument aux morts de Guipronvel porte les noms de 21 soldats morts pour la France pendant la Première Guerre mondiale, parmi eux Jean Le Guen a été tué à Arsimont (Belgique) dès le 21 août 1914 ; François Marie Arzel est disparu en mer le 14 août 1917 ; les autres sont décédés sur le sol français dont Louis Roux, tué le 28 février 1916 à Tracy-le-Mont (Oise) et Jean Venec, disparu le 1er juin 1918 à Villers-Hélon (Aisne), tous deux décorés de la Médaille militaire et de la Croix de guerre.

#### L'entre-deux-guerres
La famille de Louis Cariou, cultivateur au village de Kerebel Koz, reçut le prix Cognacq-Jay en 1932 (8 enfants vivants) et à nouveau en 1942 (13 enfants vivants).

#### La Seconde Guerre mondiale
Joseph Uguen, matelot canonnier, est mort le 23 septembre 1940 au large du Sénégal devant Rufisque lors du naufrage du contre-torpilleur L'Audacieux à la suite d'un combat contre l'HMAS Australia, dans le cadre de la bataille de Dakar.

#### L'après Seconde Guerre mondiale
Joseph Abiven, un marin, est mort pour la France en 1947 au Sénégal.

### LeXXIesiècle
La fusion de la commune avec celle de Milizac donne naissance à la commune nouvelle de Milizac-Guipronvel le 1er janvier 2017.

## Population et société

### Démographie
L'évolution du nombre d'habitants est connue à travers les recensements de la population effectués dans la commune depuis 1793. À partir du 1er janvier 2009, les populations légales des communes sont publiées annuellement dans le cadre d'un recensement qui repose désormais sur une collecte d'information annuelle, concernant successivement tous les territoires communaux au cours d'une période de cinq ans. 
Pour les communes de moins de 10 000 habitants, une enquête de recensement portant sur toute la population est réalisée tous les cinq ans, les populations légales des années intermédiaires étant quant à elles estimées par interpolation ou extrapolation. Pour la commune, le premier recensement exhaustif entrant dans le cadre du nouveau dispositif a été réalisé en 2004,.
En 2014, la commune comptait 787 habitants, en évolution de +10,53 % par rapport à 2009 (Finistère : +1,34 %, France hors Mayotte : +2,49 %).
| 1793 | 1800 | 1806 | 1821 | 1831 | 1836 | 1841 | 1846 | 1851 |
| ---- | ---- | ---- | ---- | ---- | ---- | ---- | ---- | ---- |
| 365  | 374  | 377  | 436  | 382  | 432  | 323  | 360  | 377  |

| 1856 | 1861 | 1866 | 1872 | 1876 | 1881 | 1886 | 1891 | 1896 |
| ---- | ---- | ---- | ---- | ---- | ---- | ---- | ---- | ---- |
| 409  | 405  | 426  | 437  | 422  | 396  | 379  | 398  | 419  |

| 1901 | 1906 | 1911 | 1921 | 1926 | 1931 | 1936 | 1946 | 1954 |
| ---- | ---- | ---- | ---- | ---- | ---- | ---- | ---- | ---- |
| 456  | 445  | 429  | 407  | 506  | 476  | 391  | 399  | 398  |

| 1962 | 1968 | 1975 | 1982 | 1990 | 1999 | 2004 | 2009 | 2014 |
| ---- | ---- | ---- | ---- | ---- | ---- | ---- | ---- | ---- |
| 384  | 362  | 385  | 522  | 570  | 609  | 680  | 712  | 787  |

## Culture locale et patrimoine

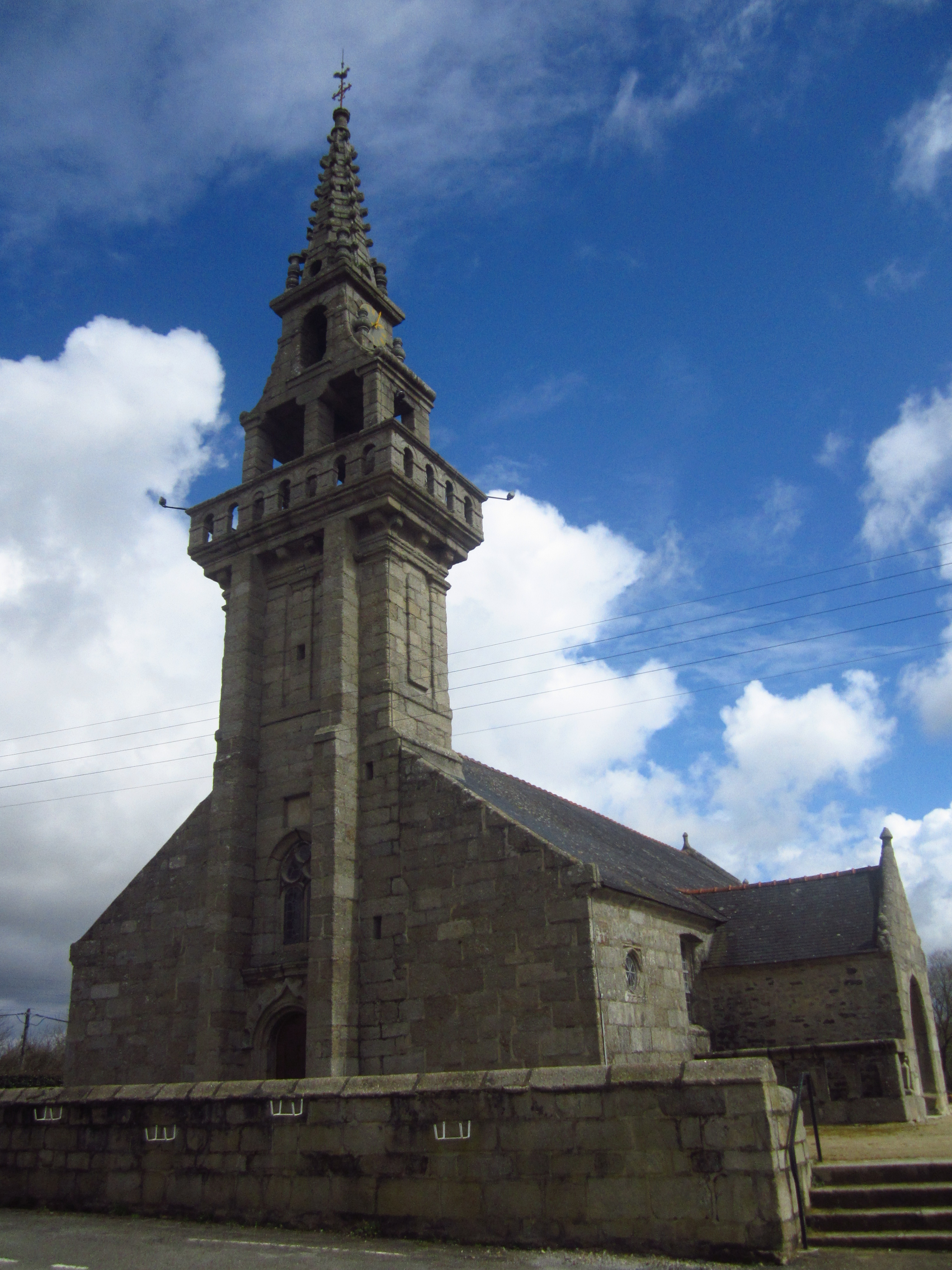
Église Notre-Dame-de-Bonne-Nouvelle : la façade.

### Lieux et monuments
- L'église Notre-Dame-de-Bonne-Nouvelle (1652), érigée par les seigneurs de Trémobian. L'édifice comprend, précédée d'un clocher-mur encastré, une nef de quatre travées avec bas-côtés et un chœur. L'édifice date de 1652, à l'exception du chœur édifié en 1779. Le clocher-mur, à deux étages de cloches et une galerie, possède à sa base une porte gothique réemployée datant de la fin du XVe siècle ou du début du XVIe siècle. Le porche, non voûté, porte à l'intérieur, au-dessus du linteau, les statuettes des apôtres. Un ossuaire en ruines du XVIIe siècle lui est accolé. La sacristie est datée de 1652. La chaire est datée du XVIIe siècle avec panneaux représentant saint Gouesnou et les docteurs d'Occident ;
- L'oratoire de Toul-an-Dour (XVIe siècle), restauré au XXe siècle ;
- La croix de Toul-an-Dour (XVIe siècle) ;
- Le calvaire du cimetière de Guipronvel (XVIe siècle), remanié en 1920. Les quatre faces du socle sont garnies des statues en Kersanton des quatre évangélistes avec table de granit du côté ouest. La colonne est surmontée d'une traverse supportant au milieu une statue de la sainte Vierge et sur chaque bras une statue double, plus récente, sculptée dans le même bloc ;
- La croix de Kerhoulo (XIVe siècle). Cette croix provient de Pen-ar-Guen ;
- La croix de Tollan ou Croix-de-Milin-ar-Pont (XVIe siècle) ;
- Le manoir de Trémobian (XIXe siècle), propriété de la famille de Kergadiou, puis Réals ;
- 5 moulins dont le moulin Neuf, Trémobihan, Pont-Héré, Petit Moulin ;
- Monument aux morts de 1914-1918 situé dans le cimetière.